# (116) Сирона
(116) Сирона (лат. Sirona) — довольно крупный астероид главного пояса, принадлежащий к светлому спектральному классу S. Он был открыт 8 сентября 1871 года германо-американским астрономом К. Г. Ф. Петерсом в Клинтоне, США и назван в честь Сироны  — кельтской богини астрономии.

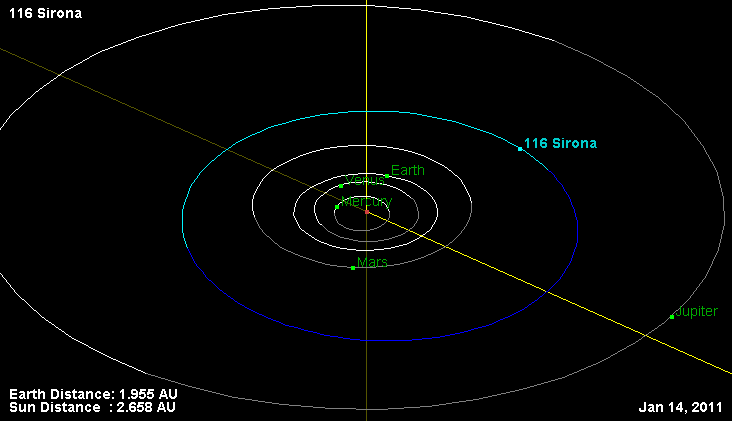
Орбита астероида Сирона и его положение в Солнечной системе